# League of Ireland 1997/98
Die League of Ireland 1997/98 war die 77. Spielzeit der höchsten irischen Fußballliga. Sie begann am 31. August 1997 und endete am 3. Mai 1998. Titelverteidiger war Derry City.
St Patrick’s Athletic gewann zum sechsten Mal die Meisterschaft.

## Modus
Die zwölf Mannschaften spielten jeweils dreimal gegeneinander. Jedes Team absolvierte dabei 33 Saisonspiele. Die beiden letzten Vereine stiegen direkt in die First Division ab, der Drittletzte musste in die Relegation.

## Abschlusstabelle
| Pl. | Verein                        | Sp. | S  | U  | N  | Tore    | Diff. | Punkte |
| --- | ----------------------------- | --- | -- | -- | -- | ------- | ----- | ------ |
| 1.  | St Patrick’s Athletic         | 33  | 19 | 11 | 3  | 046:240 | +22   | 68     |
| 2.  | Shelbourne FC (P)             | 33  | 20 | 7  | 6  | 058:320 | +26   | 67     |
| 3.  | Cork City                     | 33  | 14 | 11 | 8  | 050:380 | +12   | 53     |
| 4.  | Shamrock Rovers               | 33  | 14 | 10 | 9  | 039:320 | +7    | 52     |
| 5.  | Bohemians Dublin              | 33  | 13 | 11 | 9  | 050:360 | +14   | 50     |
| 6.  | Dundalk FC                    | 33  | 12 | 9  | 12 | 041:430 | −2    | 45     |
| 7.  | Sligo Rovers                  | 33  | 10 | 14 | 9  | 046:490 | −3    | 44     |
| 8.  | Finn Harps                    | 33  | 12 | 7  | 14 | 041:430 | −2    | 43     |
| 9.  | Derry City (M)                | 33  | 10 | 10 | 13 | 030:310 | −1    | 40     |
| 10. | University College Dublin AFC | 33  | 9  | 12 | 12 | 036:380 | −2    | 39     |
| 11. | Kilkenny City (N)             | 33  | 4  | 7  | 22 | 027:630 | −36   | 19     |
| 12. | Drogheda United (N)           | 33  | 2  | 9  | 22 | 020:550 | −35   | 15     |

Platzierungskriterien: 1. Punkte – 2. Tordifferenz – 3. geschossene Tore

| (M) | Amtierender irischer Meister         |
| (P) | Amtierender irischer Pokalsieger     |
| (N) | Neuaufsteiger aus der First Division |

## Kreuztabelle
| Hinrunde (Runden 1–22) | Hinrunde (Runden 1–22) | Hinrunde (Runden 1–22) | Hinrunde (Runden 1–22) | Hinrunde (Runden 1–22) | Hinrunde (Runden 1–22) | Hinrunde (Runden 1–22) | Hinrunde (Runden 1–22) | Hinrunde (Runden 1–22) | Hinrunde (Runden 1–22)        | Hinrunde (Runden 1–22) | Hinrunde (Runden 1–22) | 1997/98                       | Rückrunde (Runden 23–33) | Rückrunde (Runden 23–33) | Rückrunde (Runden 23–33) | Rückrunde (Runden 23–33) | Rückrunde (Runden 23–33) | Rückrunde (Runden 23–33) | Rückrunde (Runden 23–33) | Rückrunde (Runden 23–33) | Rückrunde (Runden 23–33) | Rückrunde (Runden 23–33)      | Rückrunde (Runden 23–33) | Rückrunde (Runden 23–33) |
| ---------------------- | ---------------------- | ---------------------- | ---------------------- | ---------------------- | ---------------------- | ---------------------- | ---------------------- | ---------------------- | ----------------------------- | ---------------------- | ---------------------- | ----------------------------- | ------------------------ | ------------------------ | ------------------------ | ------------------------ | ------------------------ | ------------------------ | ------------------------ | ------------------------ | ------------------------ | ----------------------------- | ------------------------ | ------------------------ |
| St Patrick’s Athletic  | Shelbourne FC          | Cork City              | Shamrock Rovers        | Bohemians Dublin       | Dundalk FC             | Sligo Rovers           | Finn Harps             | Derry City             | University College Dublin AFC | Kilkenny City          | Drogheda United        | Verein                        | St Patrick’s Athletic    | Shelbourne FC            | Cork City                | Shamrock Rovers          | Bohemians Dublin         | Dundalk FC               | Sligo Rovers             | Finn Harps               | Derry City               | University College Dublin AFC | Kilkenny City            | Drogheda United          |
|                        | 0:0                    | 3:3                    | 2:0                    | 0:0                    | 1:0                    | 1:2                    | 1:0                    | 0:0                    | 1:0                           | 1:0                    | 2:0                    | St Patrick’s Athletic         |                          | 2:3                      | –                        | –                        | 0:2                      | 4:2                      | –                        | –                        | 1:0                      | 1:1                           | –                        | –                        |
| 0:2                    |                        | 1:1                    | 1:1                    | 0:1                    | 2:0                    | 2:0                    | 3:2                    | 1:0                    | 3:1                           | 2:1                    | 1:0                    | Shelbourne FC                 | –                        |                          | 3:1                      | 2:1                      | –                        | –                        | 3:0                      | –                        | –                        | –                             | 3:0                      | 5:0                      |
| 0:1                    | 4:4                    |                        | 2:1                    | 1:1                    | 0:0                    | 1:1                    | 3:1                    | 0:1                    | 1:0                           | 1:0                    | 1:1                    | Cork City                     | 1:1                      | –                        |                          | –                        | 2:0                      | 3:0                      | –                        | –                        | 2:0                      | 1:2                           | –                        | –                        |
| 0:1                    | 0:2                    | 1:3                    |                        | 2:1                    | 1:2                    | 0:0                    | 2:1                    | 1:0                    | 2:0                           | 1:0                    | 0:0                    | Shamrock Rovers               | 0:1                      | –                        | 2:2                      |                          | –                        | 5:2                      | 1:1                      | 2:2                      | 3:0                      | –                             | –                        | –                        |
| 0:0                    | 0:1                    | 4:2                    | 0:1                    |                        | 2:0                    | 1:1                    | 1:0                    | 1:0                    | 0:0                           | 4:3                    | 1:1                    | Bohemians Dublin              | –                        | 1:0                      | –                        | 1:1                      |                          | –                        | –                        | 4:2                      | –                        | 2:0                           | 8:1                      | 2:1                      |
| 0:0                    | 0:1                    | 1:0                    | 0:0                    | 2:2                    |                        | 5:0                    | 2:0                    | 0:1                    | 1:2                           | 1:0                    | 0:2                    | Dundalk FC                    | –                        | 2:1                      | –                        | –                        | 3:3                      |                          | –                        | 2:1                      | –                        | –                             | 3:0                      | 1:1                      |
| 1:1                    | 1:1                    | 0:2                    | 0:1                    | 2:1                    | 3:0                    |                        | 0:2                    | 1:1                    | 2:1                           | 2:0                    | 2:1                    | Sligo Rovers                  | 3:4                      | –                        | 4:1                      | –                        | 2:2                      | 3:3                      |                          | 2:2                      | 3:0                      | –                             | –                        | –                        |
| 0:2                    | 0:0                    | 1:2                    | 2:1                    | 3:2                    | 0:1                    | 1:1                    |                        | 1:0                    | 1:0                           | 2:1                    | 1:0                    | Finn Harps                    | 1:2                      | 3:1                      | 2:1                      | –                        | –                        | –                        | –                        |                          | –                        | 1:2                           | –                        | 2:0                      |
| 1:1                    | 1:2                    | 1:1                    | 0:1                    | 1:0                    | 0:0                    | 0:0                    | 0:0                    |                        | 0:3                           | 1:1                    | 3:0                    | Derry City                    | –                        | 2:2                      | –                        | –                        | 1:0                      | 1:2                      | –                        | 1:0                      |                          | 1:1                           | –                        | 4:1                      |
| 1:1                    | 2:1                    | 0:0                    | 0:0                    | 2:1                    | 1:1                    | 1:1                    | 0:0                    | 1:2                    |                               | 1:0                    | 1:1                    | University College Dublin AFC | –                        | 2:3                      | –                        | 0:3                      | –                        | 1:3                      | 5:1                      | –                        | –                        |                               | 1:2                      | 3:0                      |
| 0:2                    | 1:3                    | 0:2                    | 1:1                    | 1:1                    | 1:2                    | 0:1                    | 2:2                    | 0:5                    | 1:1                           |                        | 2:1                    | Kilkenny City                 | 1:2                      | –                        | 1:2                      | 1:2                      | –                        | –                        | 2:1                      | 2:3                      | 1:0                      | –                             |                          | –                        |
| 1:2                    | 0:1                    | 1:2                    | 0:1                    | 0:1                    | 1:0                    | 2:4                    | 0:2                    | 0:1                    | 0:0                           | 0:0                    |                        | Drogheda United               | 1:3                      | –                        | 1:2                      | 1:3                      | –                        | –                        | 1:1                      | –                        | –                        | –                             | 1:1                      |                          |

## Relegation
Der zehntplatzierte University College Dublin AFC gewann die Relegation gegen den Dritten der First Division, Limerick FC, und verblieb in der ersten Spielklasse.
|                               | Gesamt |             | Hinspiel | Rückspiel |
| ----------------------------- | ------ | ----------- | -------- | --------- |
| University College Dublin AFC | 5:2    | Limerick FC | 2:1      | 3:1       |